# Odulfus

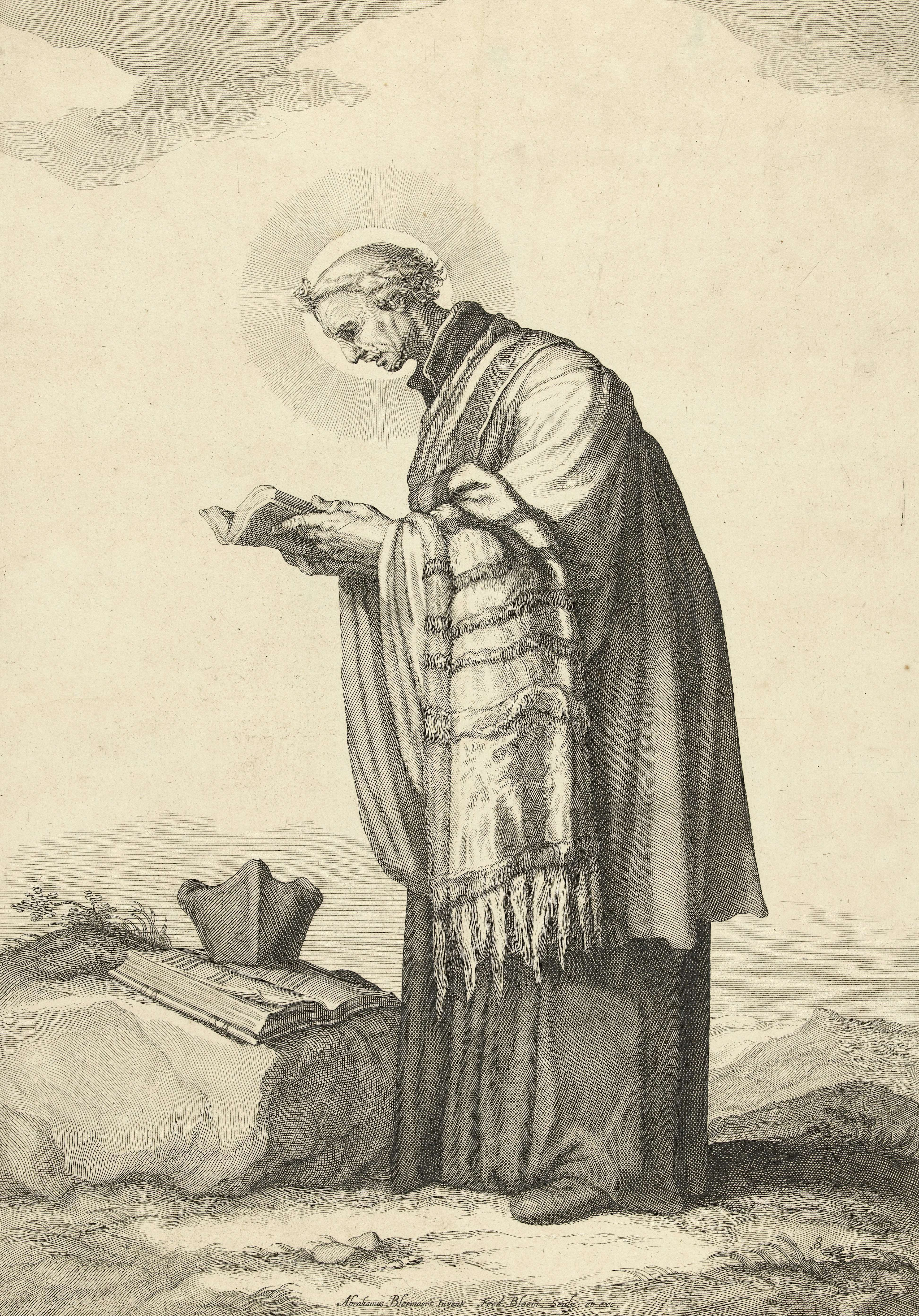
De Heilige Odulphus door Frederik Bloemaert (17e eeuw). Twee attributen van Odulphus zijn hier zichtbaar namelijk de steen en de stok

Odulphus, ook wel Odolph, Odulf, Odulp was een Frankisch geestelijke van de rooms-katholieke kerk die begin 9e eeuw als missionaris werkzaam was in Friesland, standplaats Stavoren. Als 'Apostel der Friezen' werd hij heilig verklaard. Odulphus' feitelijke geboorteplaats en geboortejaar zijn niet bekend, hij stierf te Utrecht, na 854. Zijn (kerkelijke) naamdag is 12 juni.

## Levensloop
Odulphus was van (lagere) Frankische adel, hij werd volgens een levensbeschrijving geboren uijt eene edele stamme onder de Franken. De oudste bronnen (10e - 11e eeuw) suggereren dat Odulphus werd geboren in het huidige Noord-Frankrijk, dat destijds grensde aan het gebied van de Friezen, dat zich uitstrekte tot in het huidige België. Geschriften uit de 15e eeuw plaatsen zijn geboorte echter in de Noord-Brabantse Kempen en wel in Oirschot; naar verluidt op de plek waar thans het Boterkerkje staat, dan wel ergens op het grondgebied van de (oude) gemeente Oirschot, waar het huidige Best deel van heeft uitgemaakt. Na zijn priesterschap in de Oirschotse parochie (die viel onder de bisschop van Luik) vertrok Odulphus naar Utrecht om daar te leven als kanunnik of Augustijner koorheer in de kloostergemeenschap van het bisdom Utrecht. Bisschop Frederik van Utrecht zond Odulphus, die naam had gemaakt als overtuigend prediker, vervolgens uit naar Friesland waar hij het werk van de missionarissen Willibrord, Bonifatius en Liudger zou voortzetten. In Stavoren stichtte Odulphus een kanunnikenkapittel waaruit later een Benedictijner klooster voortkwam dat naar hem werd vernoemd (de Sint-Odulphusabdij) en die tot in de 15e eeuw bestaan heeft. Volgens zijn hagiografie trad Odulphus in Friesland succesvol op tegen ketterijen, dat wil zeggen afwijkende christelijke sektes. Hierbij kan gedacht worden aan de Arianen en/of de Sabellianen. Zijn laatste jaren sleet Odulphus te Utrecht, waar hij in het jaar 854 een doorslaggevende stem had in de keuze van een nieuwe bisschop. Deze werd in die tijd niet benoemd door de Paus, maar door de hogere geestelijkheid van het bisdom. Odulphus overleed in de ambtsperiode van deze bisschop, Hungerus.

## Profetieën en wonderen
Volgens de overlevering deed Odulfus een aantal profetieën die wonderbaarlijk uitkwamen. Dit versterkte de verering voor zijn persoon.
Hieronder citaten uit het oudst bekende Odulfus-manuscript, afkomstig uit het klooster van Saint-Bertin, nabij Sint-Omaars in Frankrijk. Het manuscript is in de loop der eeuwen veelvuldig gekopieerd.
- Over een steenklomp van niet geringe afmeting die voor de deur van zijn huis lag voorspelde Odulfus: "Weet dat hij zonder menselijke krachtsinspanning naar de rivier die de Fle heet zal wentelen en daar onder de golven zal verdwijnen zolang als jullie de bescherming van de goddelijke vrede missen. Wanneer jullie echter zien dat hij zonder menselijke trekkracht tegen de rand van deze kust omhoog komt, dan geloof maar zonder twijfel dat mijn lichaam, al is het na de dood van het vlees, dit gebied weer zal bezoeken en voor jullie de herwonnen vrede ondersteunen." De steen belandde uiteindelijk in de kerk tot bewijs voor de gelovigen.
- Odulfus voorspelde een vroege dood van de provoost van de kerk in Utrecht, Craft genaamd, nadat die brutaal de eer van het bisschopsambt weigerde daar hij reeds genoeg aardse rijkdommen in bezit had.
- Odulfus voorzag dat de Friezen hun (her)nieuwde geloof weer zouden verzaken. "Ik weet immers, zei hij, dat jullie dit zullen doen, waarom ik voorspel dat heidenen over jullie heen zullen komen, die dit land gaan verwoesten en jullie en wat van jullie is mee in gevangenschap zullen nemen." Die invallen zijn er gekomen, want  de Vikingen waren in die tijd  zeer actief langs de Friese kusten, van Groningen tot in Noord-Frankrijk. In 961 werd Stavoren geplunderd door de Denen.
- Toen eens Odulfus zijn cel in brand stond, met daarin al zijn huisraad inclusief zijn stok, bad hij dat het vuur niet zou uitbreiden naar de verblijven van zijn vrome medebroeders. Zijn gebed werd verhoord en toen het vuur uit was werd de stok volledig onbeschadigd teruggevonden. Diezelfde stok plaatsten zijn medebroeders later op Odulfus' graf.
- Bij Odulfus' heengaan "verspreidde zich daar zo’n lucht van wonderlijke geur, dat allen die daar aanwezig waren, met een onschatbare zoetheid vervuld werden, zodanig dat zij hierdoor duidelijk merkten dat engelenhemelbewoners de uittredende ziel hadden opgenomen."
- Later gebeurden er "in  Traiectum (=Utrecht), maar ook in Stauron (=Stavoren) door tussenkomst van zijn verdiensten talloze wonderen."

## Latere verering

Relikwie: nap van Odulphus in foedraal, 12e eeuw, Catharijneconvent, Utrecht

Ter ere van Odulphus werd in Wormer vanaf de middeleeuwen tot en met 1919 op de zondag na 12 juni een kermis gehouden.
Sinds 2007 wordt op 12 juni een St. Odulfusbedevaart gehouden in Stavoren, Hemelum en Bakhuizen. Het wordt georganiseerd door het Russisch-orthodox klooster in Hemelum.
Odulphus is de patroonheilige van de gemeente Best en prijkt op het gemeentewapen daarvan.

## Relikwieën
Zowel Stavoren als Evesham in Worcestershire beweren in het bezit te zijn van relikwieën van Odulphus. Bepaalde relikwieën werden in 1034 in Stavoren door Vikingen gestolen en kort daarop door de bisschop van Londen gekocht; deze bisschop Alfward schonk ze aan de Benedictijnse Onze-Lieve-Vrouwe-abdij van Evesham. De authenticiteit van de Engelse relieken is onduidelijk.
Het Catharijneconvent in Utrecht stelt een drinknap tentoon die Odulphus op de borst zou hebben gedragen. Deze bestaat uit twee stukken kurk die met zilverdraad aan elkaar zijn genaaid en zit in een foedraal versierd met ranken. Hij komt uit het bezit van de voormalige Salvatorkerk in Utrecht.

## Vernoemingen

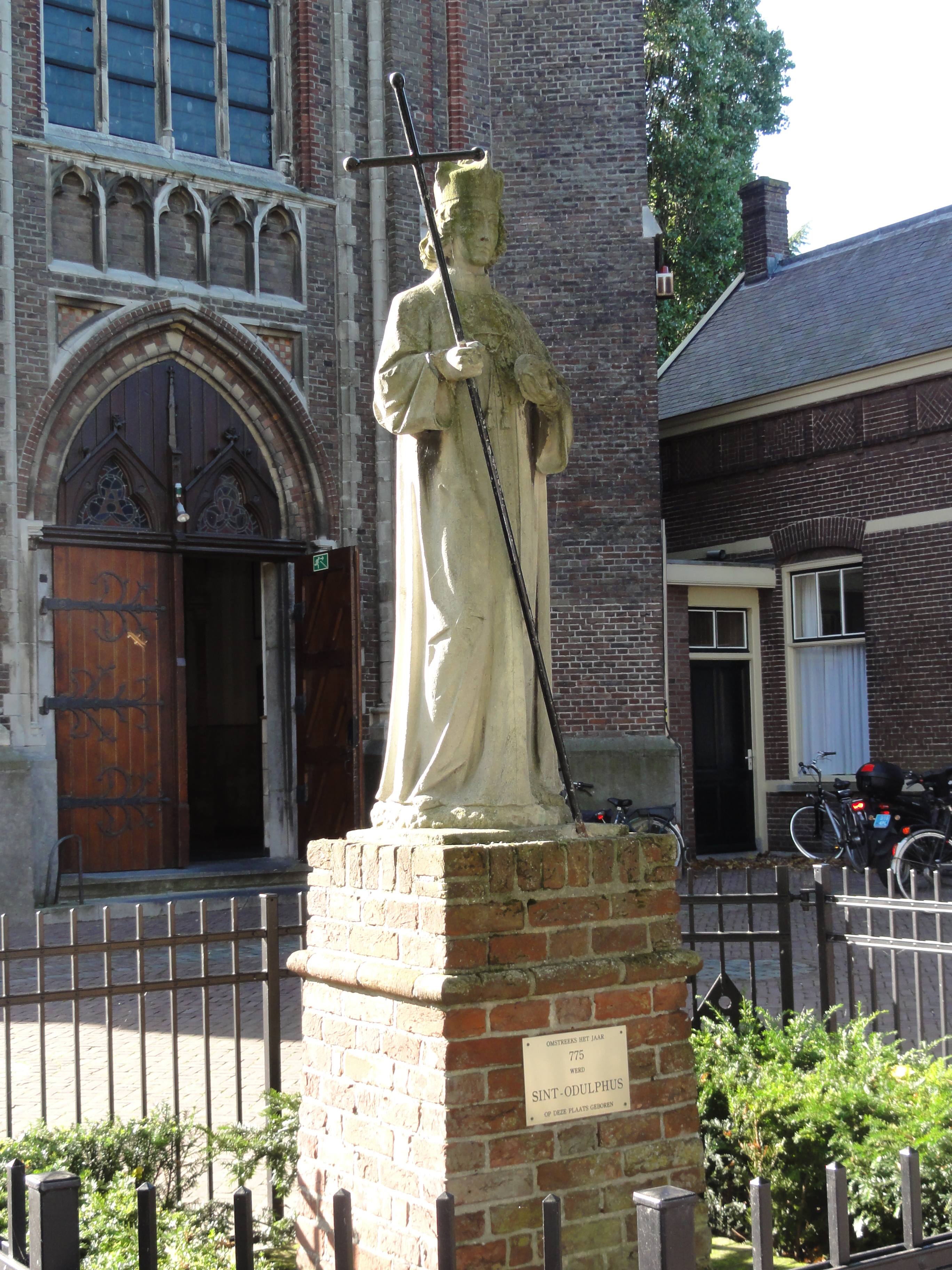
Beeld H.Odulphus te Best

- In Assendelft is een (katholieke) Sint-Odulphuskerk. Het interieur van een eerdere (protestantse) Sint-Odulphuskerk is op doek vastgelegd door Pieter Saenredam in 1649.
- In Bakhuizen is een Sint-Odulphuskerk.
- In Best is een Sint-Odulphuskerk, gebouwd in 1880-1886, met daarvoor een Odulphusbeeld uit 1901.
- In Dendermonde staat langs de Scheldedijk een kapel gewijd aan Sint-Odulf. De dijk draagt als straatnaam "Sint-Onolfsdijk", een verbastering van Sint-Odulf.[4]
- In Helmond, stadsdeel Mierlo-Hout, is een basisschool St. Odulfus te vinden.
- In Leiden staat de oudkatholieke Fredericus en Odulfuskerk.
- In Meliskerke staat een Odulphuskerk; de toren en de kerk zijn gebouwd tussen 1350 en 1400.
- In Oirschot staat bij de Sint Petruskerk een beeld van Sint Odulphus.
- In Tilburg is het St.-Odulphuslyceum naar deze heilige genoemd.
- In Utrecht hing sinds 1554 een St.Odulphusklok in de Sint-Salvatorkerk van het klooster kapittel Oudmunster. Die kerk stond op het huidige Domplein en is al vlot na de reformatie van 1581 in 1586-1576 gesloopt. De Odulphus-klok werd bewaard. In 1648 kwam de klok te hangen in de in dat jaar vernieuwde Wittevrouwenpoort. Na sloop van de poort in 1858 kreeg de klok een plaats in het klokkentorentje van het Commiezenhuis dat op dezelfde plek werd gebouwd. Daar hangt de klok sindsdien.
- In Wijk aan Zee staat een neogotische St. Odulphuskerk, met toren, gebouwd door L. Robbers in 1891.
- In Voorthuizen bij Barneveld is in 1970 de Odulfkerk in gebruik genomen. De naam Odulf is een verwijzing naar de kerk van Barneveld die voor de Reformatie aan St. Odulphus was gewijd.
- In Yerseke staat de St. Odulphuskerk, een kerk gesticht in de 12e eeuw met Odulphus als patroonheilige. De kerk is al weer eeuwen in protestantse handen en meermaals herbouwd.

## Geen Odulphus
Personen die ten onrechte wel eens met Odulphus in verband worden gebracht zijn Olaf II van Noorwegen, de eerste christelijke koning van Noorwegen, en Oelbert of Oel, een boer uit Oosterhout, over wie wonderverhalen werden verteld en waarnaar het Sint-Oelbertgymnasium is vernoemd.